# Harry Potter och fången från Azkaban (soundtrack)
Soundtracket till Harry Potter och fången från Azkaban kom ut den 25 maj 2004. John Williams skrev musiken, och det var den sista musiken han skrev åt Harry Potter-serien.

## Spår
1. Lumos! (Hedwig's Theme)
2. Aunt Marge's Waltz
3. The Knight Bus
4. Apparation on the Train
5. Double Trouble
6. Buckbeak's Flight
7. A Window to the Past
8. The Whomping Willow and The Snowball Fight
9. Secrets of the Castle
10. The Portrait Gallery
11. Hagrid the Professor
12. Monster Books and Boggarts!
13. Quidditch, Third Year
14. Lupin's Transformation and Chasing Scabbers
15. The Patronus Light
16. The Werewolf Scene
17. Saving Buckbeak
18. Forward to Time Past
19. The Dementors Converge
20. Finale
21. Mischief Managed